# Gaspar Melchor de Jovellanos (Goya)
Gaspar Melchor de Jovellanos es un óleo realizado hacia 1798 por el pintor español Francisco de Goya. Sus dimensiones son de 205 × 133 cm. Se expone en el Museo del Prado, Madrid.

## Descripción
Gaspar Melchor de Jovellanos, el Ministro de Gracia y Justicia, fue retratado por Goya en Aranjuez en abril de 1798, poco después del regreso de Jovellanos a Madrid desde Gijón, su ciudad natal, a donde había sido desterrado por defender las reformas agrarias y la libertad económica. El retrato de Goya se realiza pocos meses antes de la caída de Jovellanos en agosto de ese mismo año por sus reformas jansenistas.

## La relación entre Goya y Jovellanos
En 1783, el propio Jovellanos había mediado en el encargo a Goya de tres cuadros para el altar mayor de la iglesia del Colegio de la Inmaculada de la Orden de Calatrava, en la Universidad de Salamanca, que fue destruido durante la guerra de la Independencia. A raíz de su mediación, es posible que Goya le regalara el boceto en óleo, actualmente en el Museo del Prado, de La Inmaculada Concepción (1783-1784).